# Nāḩiyat Markaz al Ḩaffah
Nāḩiyat Markaz al Ḩaffah (arabiska: ناحية مركز الحفة) är ett subdistrikt i Syrien.   Det ligger i provinsen Latakia, i den västra delen av landet, 230 km norr om huvudstaden Damaskus.
Trakten runt Nāḩiyat Markaz al Ḩaffah består till största delen av jordbruksmark. Runt Nāḩiyat Markaz al Ḩaffah är det tätbefolkat, med 493 invånare per kvadratkilometer.